# 泰蒂利基夫齊 (利維夫州)
49°57′54″N 25°21′25″E / 49.96500°N 25.35694°E
泰蒂利基夫齊（羅馬化：Tetylkivtsi）是烏克蘭西部的村莊，隸屬利維夫州的佐洛奇夫區。該村始建於600年，面積0.84平方公里，海拔高度281米，2001年人口213，人口密度每平方公里255.09人。